# UEFA 유로 1972
1972년 UEFA 유럽 축구 선수권 대회(네덜란드어: Europees kampioenschap voetbal 1972, 프랑스어: Championnat du Football Belgique 1972, 독일어: UEFA Fußball-Europameisterschaft 1972) 또는 UEFA 유로 1972(UEFA Euro 1972)는 벨기에에서 열린 4번째 UEFA 유럽 축구 선수권 대회이다.
총 32개국이 예선에 참가했으며 4개 팀이 본선에 올랐다. 본선에 오른 4개 팀 중 벨기에가 개최국으로 선정되었다.(이후 벨기에는 28년 만에 네덜란드와 함께 공동 개최 되었다.) 결승전에서 서독이 소련을 3 – 0으로 간단하게 이김에 따라 사상 첫 번째 우승을 차지하였다.

## 예선

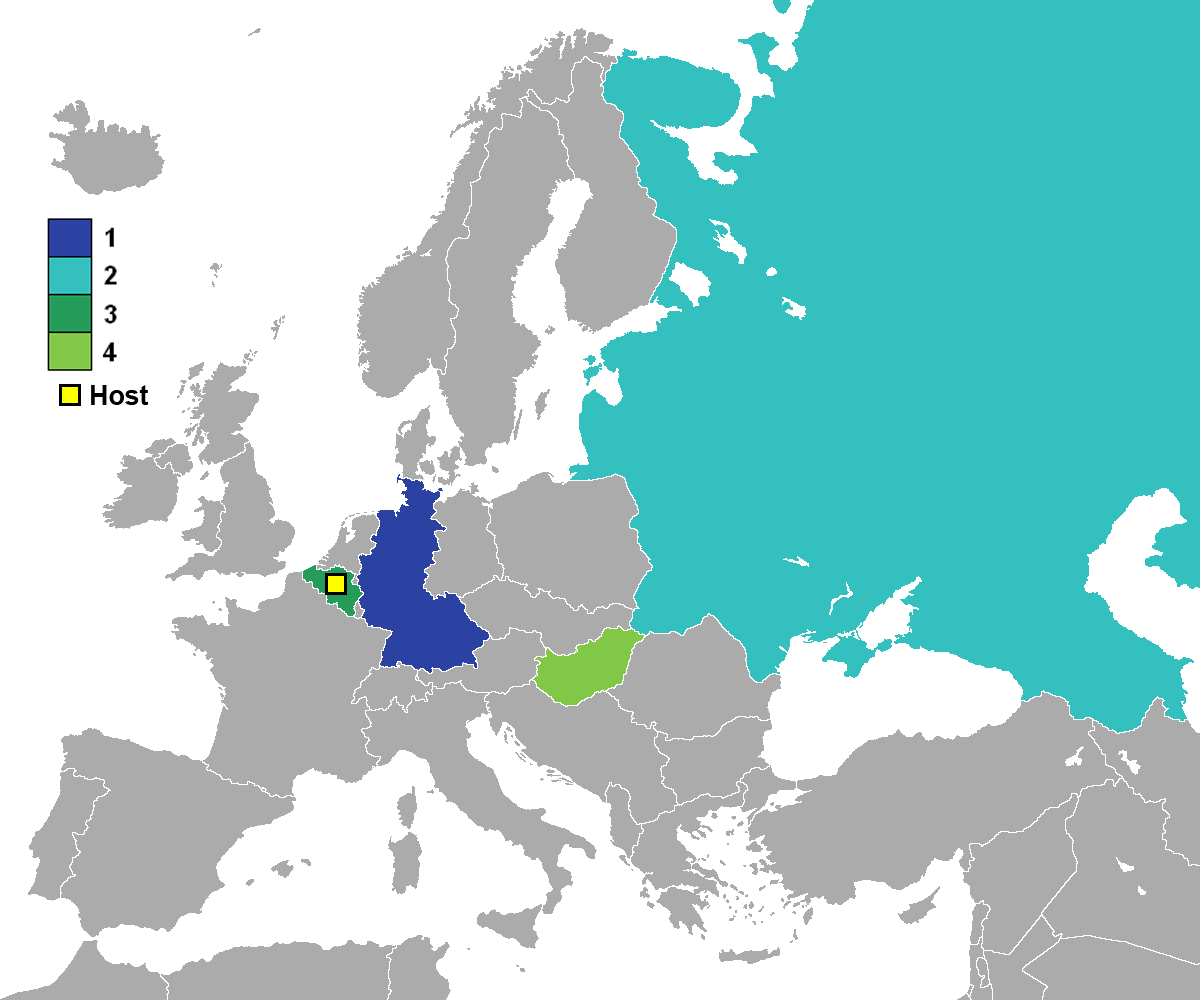
UEFA 유로 1972 본선 진출국

UEFA 유로 1972의 예선은 1970년부터 1972년까지 진행되었다. 8개의 그룹에 4개의 팀이 있었다. 경기는 홈 앤 어웨이 방식으로 치러졌으며, 승자에게는 승점 2점, 무승부는 1점, 패자에게는 0점이 주어지게 되었다. 최종전에서 승리한 4개 팀이 본선에 진출하였다.
| 팀              | 본선 진출 경로            | 본선 진출 날짜  | 과거 출전 대회         |
| --------------- | ------------------------- | --------------- | ---------------------- |
| 벨기에 (개최국) | 예선 최종 플레이오프 승자 | 1972년 5월 13일 | 첫 출전                |
| 소련            | 예선 최종 플레이오프 승자 | 1972년 5월 13일 | 3회 (1960, 1964, 1968) |
| 서독            | 예선 최종 플레이오프 승자 | 1972년 5월 13일 | 첫 출전                |
| 헝가리          | 예선 최종 플레이오프 승자 | 1972년 5월 17일 | 1회 (1964)             |

굵은 글씨는 우승한 대회를, 이탤릭체는 개최한 대회를 의미한다.

## 개최 도시 및 경기장
| 브뤼셀           | 리에주               | 브뤼셀             | 안트베르펜       |
| ---------------- | -------------------- | ------------------ | ---------------- |
| 헤이젤 경기장    | 모리스 뒤프란 경기장 | 에밀 베르세 경기장 | 보사윌 경기장    |
| 수용인원: 50,000 | 수용인원: 31,000     | 수용인원: 28,000   | 수용인원: 20,000 |
|                  |                      |                    |                  |

## 경기 결과
- 모든 시간은 현지 시간을 기준으로 합니다. (UTC +1)

|  | 준결승전              | 준결승전 |                   |   | 결승전 | 결승전 |
|  |                       |          |                   |   |        |        |
|  | 6월 14일 - 안트베르펜 |          |                   |   |        |        |
|  |                       |          |                   |   |        |        |
|  | 벨기에                | 1        |                   |   |        |        |
|  | 벨기에                | 1        | 6월 18일 - 브뤼셀 |   |        |        |
|  | 서독                  | 2        |                   |   |        |        |
|  | 서독                  | 2        | 서독              | 3 |        |        |
|  | 6월 14일 - 브뤼셀     |          | 서독              | 3 |        |        |
|  |                       | 소련     | 0                 |   |        |        |
|  | 헝가리                | 소련     | 0                 | 0 |        |        |
|  | 헝가리                |          |                   | 0 |        |        |
|  | 소련                  | 1        |                   |   |        |        |
|  | 소련                  | 1        | 3위 결정전        |   |        |        |
|  |                       |          |                   |   |        |        |
|  | 6월 17일 - 리에주     |          |                   |   |        |        |
|  |                       |          |                   |   |        |        |
|  | 벨기에                | 2        |                   |   |        |        |
|  | 벨기에                | 2        |                   |   |        |        |
|  | 헝가리                | 1        |                   |   |        |        |

### 4강전
| 벨기에     | 1 – 2  | 서독          |
| ---------- | ------ | ------------- |
| 폴루니 83′ | 리포트 | 뮐러 24′, 71′ |

| 헝가리 | 0 – 1  | 소련       |
| ------ | ------ | ---------- |
|        | 리포트 | 콘코프 53′ |

### 3·4위전
| 헝가리              | 1 – 2  | 벨기에                       |
| ------------------- | ------ | ---------------------------- |
| 러요시 53′ (페널티) | 리포트 | 람버르트 24′ · 판 힘스트 28′ |

### 결승전
| 서독                     | 3 – 0  | 소련 |
| ------------------------ | ------ | ---- |
| 뮐러 27′, 58′ · 비머 52′ | 리포트 |      |

## 우승
| UEFA 유로 1972 우승 |
| ------------------- |
| 서독 1번째 우승     |

## 기록

### 득점자
4골
- 게르트 뮐러

1골
- 헤르베르트 비머
- 아나톨리 콘코프
- 라울 람버르트
- 오딜롱 폴루니
- 파울 판 힘스트
- 퀴 러요시

### 최단 시간 골
24분: 라울 람버르트 (벨기에 vs 헝가리); 게르트 뮐러 (서독 vs 벨기에)